# أوتو برون
أوتو برون (بالإنجليزية: Otto Brune) هو رياضياتي جنوب أفريقي، ولد في 10 يناير 1901، وتوفي في 1982.